# Cophura dammersi
Cophura dammersi là một loài ruồi trong họ Asilidae. Cophura dammersi được Wilcox miêu tả năm 1965. Loài này phân bố ở vùng Tân Bắc giới.